# Laura Reyes Retana Ramos
Laura Reyes Retana Ramos (Torreón, Coahuila, 10 de septiembre de 1955-28 de octubre de 2023) fue una política mexicana, integrante del Partido Revolucionario Institucional (PRI). Fue diputada federal entre 2004 y 2006.

## Biografía
Era licenciada en Derecho egresada de la Universidad Autónoma de Coahuila (UAC), cursó estudios de diplomados en la Universidad Iberoamericana Torreón y en el Instituto Tecnológico y de Estudios Superiores de Monterrey (ITESM). Fue especialista en materia fiscal.
A lo largo de su carrera política ocupó varios cargos públicos, entre los que están auxiliar de la defensoría de oficio civil en el Tribunal Superior de Justicia de Coahuila, presidenta supernumeraria del Tribunal Tutelar de Menores, funcionaria en la Secretaría de Hacienda y Crédito Público, funcionaria en el Sistema de Aguas y Saneamiento de Torreón, miembro del Consejo de Integración de la Mujer, jefa de departamento de Ejecución Fiscal de la Recaudación de Rentas del gobierno de Coahuila.
En las elecciones de 1999 fue postulada candidata del PRI a diputada local por el Distrito 8 del estado. Resultó elegida a la LV Legislatura del Congreso del Estado de Coahuila de 2000 a 2002, y en las elecciones de 2002 fue postulada candidata del PRI a presidenta municipal de Torreón, resultando derrotada en dicho proceso electoral por el candidato del PAN, Guillermo Anaya Llamas. De 2002 a 2003 fue directora general del Instituto Coahuilense de las Mujeres por nombramiento del gobernador Enrique Martínez y Martínez.
Al terminar dicho cargo, en 2003, fue postulada a su vez candidata a diputada federal por el Distrito 6 de Coahuila, proceso electoral en la que su principal contendiente fue el candidato del PAN, Jesús Vicente Flores Morfín. Los resultados oficiales de las elecciones le dieron el triunfo a Flores Morfín, sin embargo el PRI impugnó los resultados y el Tribunal Electoral del Poder Judicial de la Federación le dio la razón, anulando la elección ordinaria y convocando una nueva extraordinaria que se realizó el 14 de diciembre del mismo año.
Postulada de nuevo en dichas elecciones extraordinarias, resultó ganadora de la contienda electoral,  y asumió la diputación el 16 de marzo de 2004. En la LIX Legislatura fue integrante de las comisiones Especial para la Reforma del Estado; de Puntos Constitucionales; de Vigilancia de la Auditoría Superior de la Federación; de Cultura; y, Especial de la Función Pública; así como del comité del Centro de Estudios de las Finanzas Públicas. Integrante inicial del grupo parlamentario del PRI, anunció su renuncia a dicho partido y bancada a partir del 7 de febrero de 2006 para ser diputada independiente y apoyar la candidatura de Andrés Manuel López Obrador en las elecciones de 2006, su hijo Javier Armendáriz Reyes Retana, líder juvenil del PRI en Torreón había hecho lo mismo días antes.
Tras ello, se mantuvo fuera de cargos públicos hasta el 26 de marzo de 2015 en que es nombrada directora de Catastro del municipio de Torreón En las elecciones de 2021 como candidata del PRI es elegida síndica de mayoría del ayuntamiento de Torreón, presidido por Román Alberto Cepeda González.
Falleció el día 28 de octubre de 2023.